# 東部方面輸送隊
東部方面輸送隊（とうぶほうめんゆそうたい）は、陸上自衛隊朝霞駐屯地（東京都練馬区）に所在する東部方面後方支援隊隷下の輸送科部隊である。

## 概要
隊長は、1等陸佐（二）が充てられ、方面隊全般の車両輸送支援（師団・旅団輸送隊でカバーできない部分や、方面隊直轄部隊の輸送支援）および民生活動等を主任務としている。2002年（平成14年）3月の後方支援体制変換に伴い東部方面武器隊と統合、東部方面後方支援隊隷下部隊として再編され運用している。また、隣接する朝霞訓練場内にある朝霞自動車教習所の管理・運営を行っている。
新編時は、重車両の輸送や当時車両化されていなかった普通科部隊等の輸送支援を主な任務としていた。

## 沿革
第900輸送大隊
- 1951年（昭和26年）5月1日：

1. 第900輸送大隊本部および本部中隊が宇都宮駐屯地に新編され、旧立川駐屯地へ移駐[1]。
2. 第901輸送車両中隊が船岡駐屯地に新編され、旧立川駐屯地へ移駐[1]。
3. 第903輸送車両中隊が福知山駐屯地に新編[1]。

- 1952年（昭和27年）6月20日：第906輸送中隊、第907輸送中隊が朝霞駐屯地に新編[1]。
- 1954年（昭和29年）6月30日：第900輸送大隊（旧立川駐屯地）が廃止。

第101輸送大隊
- 1954年（昭和29年）
  - 7月1日：第900輸送大隊を基幹として第101輸送大隊を旧立川駐屯地に新編。

  1. 第901輸送中隊（旧立川駐屯地）が第301輸送中隊に称号変更[1]。
  2. 第906輸送中隊（朝霞駐屯地）が第302輸送中隊に称号変更[1]。
  3. 第907輸送中隊（朝霞駐屯地）が第303輸送中隊に称号変更[1]。

  - 9月10日：第101輸送大隊が陸上自衛隊輸送学校に隷属[1]。
  - 9月29日：第302輸送中隊が朝霞駐屯地から旧立川駐屯地へ移駐[1]。
  - 9月30日：第303輸送中隊が朝霞駐屯地から旧立川駐屯地へ移駐[1]。
- 1960年（昭和35年）3月15日：陸上自衛隊輸送学校が旧立川駐屯地から朝霞駐屯地に移駐。
- 1969年（昭和44年）4月1日：第101輸送大隊が東部方面隊に隷属[1]。
- 1975年（昭和50年）3月25日：第101輸送大隊（朝霞駐屯地）が廃止。

東部方面輸送隊
- 1975年（昭和50年）3月26日：東部方面輸送隊が朝霞駐屯地に新編され東部方面隊に隷属[1]。

東部方面後方支援隊東部方面輸送隊
- 2002年（平成14年）3月27日：東部方面後方支援隊新編による改編。

1. 東部方面後方支援隊の新編に伴い、同隊に編合。
2. 第102輸送業務隊を朝霞駐屯地に新編し、第102輸送業務隊本部、輸送処理班、第1端末地業務班を朝霞駐屯地に、第2端末地業務班を相馬原駐屯地に、第3端末地業務班を富士駐屯地に配置。

- 2004年（平成16年）3月27日：第303輸送中隊（朝霞駐屯地）を廃止[1]。
- 2018年（平成30年）3月26日：第102輸送業務隊を廃止し、陸上自衛隊中央輸送隊隷下の第3方面分遣隊に改編。

## 編成
- 東部方面輸送隊本部
- 東部方面輸送隊本部付隊「東方輸-本」
  - 朝霞自動車教習所「東方輸-本」（朝霞訓練場内）
- 第301輸送中隊「301輸」：7tトラック / 74式特大型トラック、人員輸送車等
- 第302輸送中隊「302輸」：7tトラック / 74式特大型トラック、人員輸送車等
- 第301輸送隊「301輸隊」：特大型運搬車等

## 整備支援部隊
- 東部方面後方支援隊第104全般支援大隊整備中隊「104全支-整」（朝霞駐屯地）：2002年（平成14年）3月27日から

## 主要幹部
| 官職名                              | 階級    | 氏名     | 補職発令日     | 前職                 |
| ----------------------------------- | ------- | -------- | -------------- | -------------------- |
| 東部方面後方支援隊 東部方面輸送隊長 | 1等陸佐 | 戸田敦彦 | 2025年08月01日 | 第1師団司令部第4部長 |

| 代 | 氏名                   | 在職期間                        | 前職                                             | 後職                                     |
| -- | ---------------------- | ------------------------------- | ------------------------------------------------ | ---------------------------------------- |
| 01 | 中山文正 （2等陸佐）   | 1975年03月26日- 1976年03月15日  | 第101輸送大隊長                                  | 東北方面総監部輸送課長                   |
| 02 | 村田益二郎 （2等陸佐） | 1976年03月16日 - 1978年03月15日 | 第7装甲輸送隊長 兼 第7師団司令部輸送課長         | 陸上自衛隊輸送学校総務課長               |
| 03 | 光武久郎 （2等陸佐）   | 1978年03月16日 - 1981年03月15日 | 陸上自衛隊輸送学校総務課長                       | 宇都宮駐屯地業務隊長                     |
| 04 | 久保田裕士             | 1981年03月16日 - 1983年03月15日 | 北部方面総監部装備部後方運用課長                 | 陸上自衛隊幹部学校研究員                 |
| 05 | 熊谷光雄               | 1983年03月16日 - 1985年03月15日 | 陸上自衛隊輸送学校勤務 →1984年1月1日 1等陸佐昇任 | 陸上自衛隊輸送学校研究員                 |
| 06 | 西田信雄               | 1985年03月16日 - 1986年07月31日 | 陸上幕僚監部装備部輸送課 鉄道船舶班長            | 陸上自衛隊輸送学校研究部長               |
| 07 | 白石桂一               | 1986年08月01日 - 1987年07月31日 | 西部方面輸送隊長                                 | 陸上幕僚監部装備部輸送課長               |
| 08 | 樋口洋                 | 1987年08月01日 - 1989年03月15日 | 陸上自衛隊輸送学校教育部長                       | 陸上自衛隊幹部学校学校教官               |
| 09 | 久保田穰一             | 1989年03月16日 - 1991年07月31日 | 陸上自衛隊輸送学校教育部長                       | 東部方面総監部付 →1991年9月21日 定年退官 |
| 10 | 西村寛之               | 1991年08月01日 - 1994年07月31日 | 東北方面輸送隊長                                 | 陸上自衛隊輸送学校副校長 兼 企画室長     |
| 11 | 此本晧男               | 1994年08月01日 - 1997年03月25日 | 陸上自衛隊輸送学校総務課長                       | 東部方面総監部勤務                       |
| 12 | 清水重周               | 1997年03月26日 - 1998年07月31日 | 第7後方支援連隊長                                | 北部方面輸送隊長                         |
| 13 | 上杉和壽               | 1998年08月01日 - 2000年07月31日 | 第13師団司令部第4部長                            | 陸上自衛隊幹部学校主任教官               |
| 末 | 安彦正雄               | 2000年08月01日 - 2002年07月31日 | 陸上幕僚監部装備部輸送課総括班長                 | 陸上自衛隊幹部候補生学校総務部長         |

| 代 | 氏名     | 在職期間                        | 前職                                                  | 後職                                         |
| -- | -------- | ------------------------------- | ----------------------------------------------------- | -------------------------------------------- |
| 01 | 安彦正雄 | 2000年08月01日 - 2002年07月31日 | 陸上幕僚監部装備部輸送課総括班長                      | 陸上自衛隊幹部候補生学校総務部長             |
| 02 | 大竹史郎 | 2002年08月01日 - 2005年03月22日 | 陸上自衛隊輸送学校教育部長                            |                                              |
| 03 | 近松繁   | 2005年03月23日 - 2007年03月22日 | 中部方面後方支援隊 中部方面輸送隊長 兼 豊中分屯地司令 | →2007年07月15日 退職                         |
| 04 | 仁王伸樹 | 2007年03月23日 - 2008年07月31日 | 陸上自衛隊輸送学校教育部長                            | 西部方面後方支援隊 西部方面輸送隊長          |
| 05 | 角賢徳   | 2008年08月01日 - 2010年07月31日 | 北部方面後方支援隊 北部方面輸送隊長                   | 陸上自衛隊輸送学校付 →2010年10月11日 退職    |
| 06 | 岡田俊和 | 2010年08月01日 - 2012年07月25日 | 陸上幕僚監部装備部装備計画課 輸送室勤務               | 陸上幕僚監部装備部装備計画課 輸送室長        |
| 07 | 塩原洋三 | 2012年07月26日 - 2013年11月30日 | 陸上自衛隊輸送学校研究部長                            | 陸上自衛隊輸送学校付 →2014年01月02日 退職    |
| 08 | 壇雅昭   | 2013年12月01日 - 2014年12月18日 | 陸上幕僚監部運用支援・情報部 情報課情報保全室長       | 陸上自衛隊中央輸送業務隊長 兼 横浜駐屯地司令 |
| 09 | 吉武辰明 | 2014年12月19日 - 2016年11月30日 | 陸上自衛隊輸送学校研究部長                            | 青森駐屯地業務隊長                           |
| 10 | 大場昭彦 | 2016年12月01日 - 2017年11月30日 | 陸上幕僚監部装備計画部 装備計画課勤務                 | 陸上幕僚監部装備計画部装備計画課 輸送室長    |
| 11 | 冨田浩司 | 2017年12月01日 - 2020年03月15日 | 陸上自衛隊輸送学校教育部長                            | 陸上自衛隊輸送学校付 →2020年3月23日 退職     |
| 12 | 山田浩一 | 2020年03月16日 - 2021年09月29日 | 陸上幕僚監部装備計画部装備計画課                      | 陸上幕僚監部装備計画部装備計画課 輸送室長    |
| 13 | 大﨑香織 | 2021年09月30日 - 2023年03月12日 | 陸上自衛隊輸送学校                                    | 東部方面総監部法務官                         |
| 14 | 辻本直博 | 2023年03月13日 - 2025年07月31日 | 陸上自衛隊輸送学校研究部長                            | 陸上自衛隊輸送学校副校長 兼 企画室長         |
| 15 | 戸田敦彦 | 2025年08月01日 -                | 第1師団司令部第4部長                                  |                                              |

## 廃止部隊
- 1954年（昭和29年）6月30日廃止
  - 第900輸送大隊（旧立川駐屯地）：第101輸送大隊に改編。
  - 第901輸送中隊（旧立川駐屯地）：第301輸送中隊に改編。
  - 第906輸送中隊（朝霞駐屯地）：第302輸送中隊に改編。
  - 第907輸送中隊（朝霞駐屯地）：第303輸送中隊に改編。
- 1975年（昭和50年）3月26日廃止
  - 第101輸送大隊（朝霞駐屯地）：東部方面輸送隊に改編。
- 2004年（平成16年）3月27日廃止
  - 第303輸送中隊：
- 2018年（平成30年）3月26日廃止
  - 第102輸送業務隊：陸上自衛隊中央輸送隊隷下の第3方面分遣隊に改編。